# 维拉克鲁斯港
维拉克鲁斯港是巴西南大河州的一个市镇。总面积113.646平方公里，总人口2084人，人口密度18.3人/平方公里。